# Швейцария на летних Олимпийских играх 1972
Швейцария принимала участие в Летних Олимпийских играх 1972 года в Мюнхене (ФРГ) в восемнадцатый раз, и завоевала три серебряные медали. Сборная страны состояла из 151 спортсмена (122 мужчины, 29 женщин).

## Медалисты
| Медаль  | Спортсмен                                                             | Вид спорта           | Дисциплина                                  |
| ------- | --------------------------------------------------------------------- | -------------------- | ------------------------------------------- |
| Серебро | Ксавер Курман                                                         | Велоспорт            | Мужчины, индивидуальная гонка преследования |
| Серебро | Хайнрих Фишер Альфред Бахман                                          | Академическая гребля | Мужчины, двойки распашные без рулевого      |
| Серебро | Ги Эвекоз Даниэль Гигер Кристиан Каутер Петер Лётшер Франсуа Сюшанеки | Фехтование           | Мужчины, шпага, командное первенство        |

## Результаты соревнований

### Академическая гребля
В следующий раунд из каждого заезда проходили несколько лучших экипажей (в зависимости от дисциплины). В финал A выходили 6 сильнейших экипажей, ещё 6 экипажей, выбывших в полуфинале, распределяли места в малом финале B
Мужчины
| Соревнование | Спортсмены                   | Предварительный заезд | Предварительный заезд | Предварительный заезд | Отборочный заезд | Отборочный заезд | Отборочный заезд | Полуфинал | Полуфинал | Полуфинал | Финал   | Финал   | Итоговое место |
| Соревнование | Спортсмены                   | Заезд                 | Время                 | Место                 | Заезд            | Время            | Место            | Заезд     | Время     | Место     | Время   | Место   | Итоговое место |
| ------------ | ---------------------------- | --------------------- | --------------------- | --------------------- | ---------------- | ---------------- | ---------------- | --------- | --------- | --------- | ------- | ------- | -------------- |
| одиночки     | Мельхиор Бюргин              | 1                     | 8:00,20               | 3                     | 3                | 8:04,81          | 2 Q              | 1         | 8:16,95   | 3 QA      | Финал A | Финал A | 6              |
| одиночки     | Мельхиор Бюргин              | 1                     | 8:00,20               | 3                     | 3                | 8:04,81          | 2 Q              | 1         | 8:16,95   | 3 QA      | 7:31,99 | 6       | 6              |
| двойки       | Хайнрих Фишер Альфред Бахман | 2                     | 7:20,51               | 1 Q                   | не участвовали   | не участвовали   | не участвовали   | 1         | 7:44,91   | 2 QA      | Финал A | Финал A | 2              |
| двойки       | Хайнрих Фишер Альфред Бахман | 2                     | 7:20,51               | 1 Q                   | не участвовали   | не участвовали   | не участвовали   | 1         | 7:44,91   | 2 QA      | 6:57,06 | 2       | 2              |